# USS Hartford (1858)
USS Hartford foi uma chalupa de guerra operada pela Marinha dos Estados Unidos. O Hartford foi lançado em 22 de novembro de 1858 no Boston Navy Yard; patrocinado por Miss Carrie Downes, Miss Lizzie Stringham, e Tenente G. J. H. Preble; e comissionado em 27 de maio de 1859, com Capitão Charles Lowndes no comando.
Em 19 de outubro de 1945, ele foi colocado no Norfolk Navy Yard e classificado como uma relíquia. Entretanto, foi se deteriorando e como resultado, Hartford afundou em 20 de novembro de 1956. Ele foi constatado como sem salvação e foi subsequentemente desmantelado.